# Napoleon Crețu

Napoleon Creţu

Napoleon Crețu a fost un om politic român, care a îndeplinit funcția de ministru secretar de stat în Ministerul Educației Naționale (1940).
Era profesor de limba română la Liceul „Gheorghe Lazăr” din București.
În perioada 4 iulie - 3 septembrie 1940, Napoleon Crețu a îndeplinit funcția de Subsecretar de stat la Ministerul Educației Naționale în Guvernul Ion Gigurtu. Este numit apoi secretar general la același minister în anul 1941, sub ministeriatului generalului Radu R. Rosetti.
A fost arestat în noaptea de 5/6 mai 1950 (Noaptea demnitarilor) și trimis la penitenciarul Sighet. Un an mai târziu, au fost arestați și cei doi copii ai săi, Carmen și Mircea-Constantin, elevi. Napoleon Crețu a fost eliberat în 1955.